# Rudgea ciliata
Rudgea ciliata är en måreväxtart som först beskrevs av Hipólito Ruiz López och Pav., och fick sitt nu gällande namn av Spreng.. Rudgea ciliata ingår i släktet Rudgea och familjen måreväxter. Inga underarter finns listade i Catalogue of Life.